# 佩奧拉鎮區 (堪薩斯州邁阿密縣)
佩奧拉鎮區（英語：Paola Township）是位於美國堪薩斯州邁阿密縣的一個行政鎮區。

## 地方資料
佩奧拉鎮區的面積為69.00平方千米，當中陸地面積為68.00平方千米，而水域面積為1.00平方千米。根據2010年美國人口普查的數據，當地共有人口1091人，而人口密度為每平方千米15.81人。

## 外部連結
- US-Counties.com
- City-Data.com （页面存档备份，存于）